# Tour de France 1908
| 6. Tour de France 1908 – Endstand |                     |                                 |
| Streckenlänge                     | 14 Etappen, 4497 km | 14 Etappen, 4497 km             |
| Toursieger                        | Lucien Petit-Breton | 36 P. 156:53:29 h (28,663 km/h) |
| Zweiter                           | François Faber      | 68 P.                           |
| Dritter                           | Georges Passerieu   | 75 P.                           |
| Vierter                           | Gustave Garrigou    | 91 P.                           |
| Fünfter                           | Luigi Ganna         | 120 P.                          |
| Sechster                          | Georges Paulmier    | 125 P.                          |
| Siebenter                         | Georges Fleury      | 134 P.                          |
| Achter                            | Henri Cornet        | 142 P.                          |
| Neunter                           | Marcel Godivier     | 153 P.                          |
| Zehnter                           | Giovanni Rossignoli | 160 P.                          |

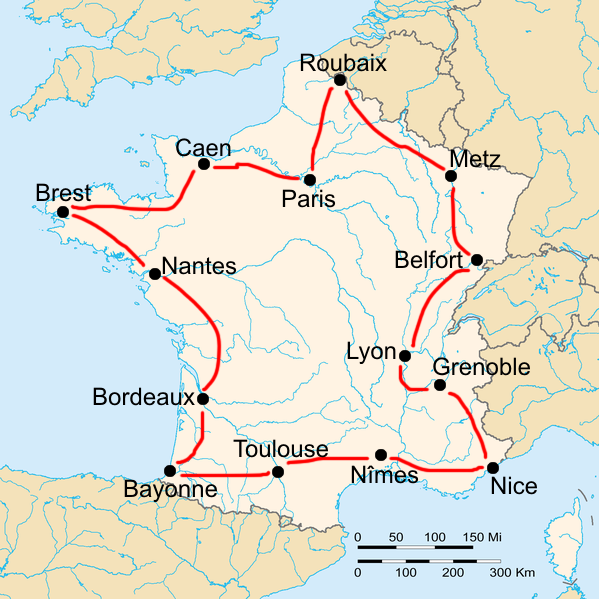
Streckenkarte der Tour de France 1908

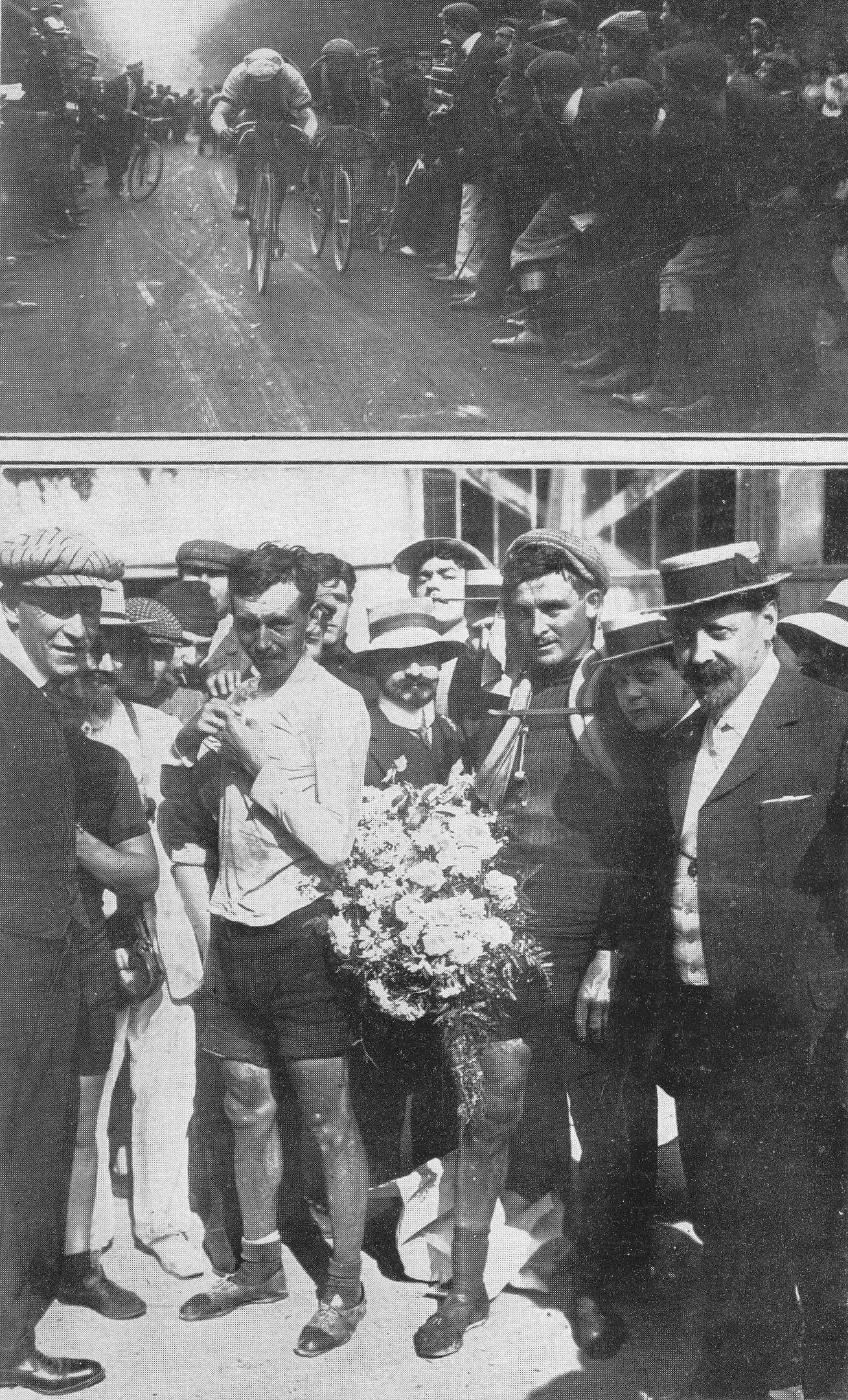
Petit-Breton schlägt Faber im Ziel (oben), die beiden Fahrer (Petit-Breton l.) nach der Siegerehrung (unten)

Die Tour de France 1908 dauerte vom 13. Juli bis 9. August und fand auf derselben Strecke wie das Jahr zuvor statt. Auch das Punktesystem zur Ermittlung des Siegers wurde weiterhin angewendet.

## Rennverlauf
36 von 114 gestarteten Fahrern erreichten das Ziel in Paris. Einige Fahrer setzten erstmals abnehmbare Fahrradschläuche ein. Vorjahressieger Lucien Petit-Breton galt als Favorit für den Gesamtsieg. Er erfüllte die Erwartungen und wurde als erster Fahrer überhaupt zum zweiten Mal Sieger der Tour de France. Petit-Breton war einer der besten Mechaniker im Feld, war deshalb nach Reifenpannen jeweils sehr rasch wieder unterwegs und konnte den entscheidenden Vorsprung herausfahren. Nur François Faber vermochte ihm einigermaßen gefährlich zu werden und gewann vier Etappen.

## Die Etappen
| Etappen    | Tag       | Start – Ziel        | km  | Etappensieger            | Gesamterster        |
| ---------- | --------- | ------------------- | --- | ------------------------ | ------------------- |
| 1. Etappe  | 13. Juli  | Paris – Roubaix     | 272 | Georges Passerieu        | Georges Passerieu   |
| 2. Etappe  | 15. Juli  | Roubaix – Metz (DR) | 398 | Lucien Petit-Breton      | Georges Passerieu   |
| 3. Etappe  | 17. Juli  | Metz (DR) – Belfort | 259 | François Faber           | Lucien Petit-Breton |
| 4. Etappe  | 19. Juli  | Belfort – Lyon      | 309 | François Faber           | Lucien Petit-Breton |
| 5. Etappe  | 21. Juli  | Lyon – Grenoble     | 311 | Georges Passerieu        | Lucien Petit-Breton |
| 6. Etappe  | 23. Juli  | Grenoble – Nizza    | 345 | Jean-Baptiste Dortignacq | Lucien Petit-Breton |
| 7. Etappe  | 25. Juli  | Nizza – Nîmes       | 354 | Lucien Petit-Breton      | Lucien Petit-Breton |
| 8. Etappe  | 27. Juli  | Nîmes – Toulouse    | 303 | François Faber           | Lucien Petit-Breton |
| 9. Etappe  | 29. Juli  | Toulouse – Bayonne  | 299 | Lucien Petit-Breton      | Lucien Petit-Breton |
| 10. Etappe | 31. Juli  | Bayonne – Bordeaux  | 269 | Georges Paulmier         | Lucien Petit-Breton |
| 11. Etappe | 2. August | Bordeaux – Nantes   | 391 | Lucien Petit-Breton      | Lucien Petit-Breton |
| 12. Etappe | 4. August | Nantes – Brest      | 321 | François Faber           | Lucien Petit-Breton |
| 13. Etappe | 6. August | Brest – Caen        | 415 | Georges Passerieu        | Lucien Petit-Breton |
| 14. Etappe | 9. August | Caen – Paris        | 251 | Lucien Petit-Breton      | Lucien Petit-Breton |